# 西村宜隆
西村 宜隆（にしむら よしたか、1979年2月9日 -)はコナミアミューズメントに所属するゲームミュージックの作曲家で同社の常務執行役員 第1制作本部 第1制作部本部長 兼 コナミアーケードゲームス株式会社 代表取締役社長 兼 コナミグループ株式会社 執行役員。主にBEMANIシリーズで「DJ YOSHITAKA」または「DJ Yoshitaka」として活動している。血液型はA型。

## 概要
長崎県出身。
Naoki Maedaに才能を認められ、『beatmania IIDX 11 IIDX RED』にてデビューを飾る。以降は『beatmania IIDX』や『pop'n music』を中心に活動。元々ハウス系のDJをしていたこともあり、楽曲製作の際にはターンテーブルを多用し「Close my Eyes for Me」などスクラッチのみで参加している曲もある。また、「D.A.N.C.E.!」ではラップを披露している。代表的な楽曲として「CaptivAte」「FLOWER」などがある。
個人の活動の他、『pop'n music 12 いろは』より「Des-ROW・組」（主にスペシアルrなど）にも参加している。「BEMANI EXPO」では肥塚良彦と組みユニット「つよし」を結成、『pop'n music 13 カーニバル』にて楽曲「太陽とバトル」を発表し、歌声を初披露した。『REFLEC BEAT』シリーズではSota Fujimoriと「VENUS」を結成（楽曲については#VENUS楽曲を参照）、主に作詞・ボーカルを担当している。
なお近年は楽曲制作にとどまらず、ディレクターやプロデューサーとしてさらに活躍の場を広げている。『beatmania IIDX 14 GOLD』から『17 SIRIUS』まではサウンドプロデューサーとして手腕を振るっていたが、2010年に『REFLEC BEAT』、次いで2012年に『SOUND VOLTEX BOOTH』が稼働すると両機種のゲームディレクター兼サウンドディレクターを務め、2013年度には『REFLEC BEAT』と『SOUND VOLTEX』の両シリーズ、そしてBEMANIプロダクションの統括プロデューサーに就任した。2014年度からは『pop'n music』シリーズ（ラピストリア以降）、『BeatStream』も加わり、神戸開発以外のほぼ全ての機種でプロデューサーを務めている。
2015年3月16日付で第1制作本部 第1制作部 部長に就任した。
2019年4月1日付で執行役員兼第1制作本部 本部長に就任した。
2022年7月1日付で常務執行役員に就任した。
2025年6月2日付で株式会社コナミアーケードゲームスの代表取締役社長に就任。
2025年6月26日付でコナミグループ株式会社の執行役員に就任。

## 主な楽曲
※括弧内はゲームで表記される作曲者名。

### 複数機種収録
- FLOWER (DJ YOSHITAKA)

彼の人気曲である「FLOWER」は、2018年4月27日現在におけるBEMANIシリーズを席巻したのみならず、他社の音楽ゲームにも収録されており、音楽ゲーム史上最多収録のオリジナル楽曲となっている。
なお、ジャケットの中央には顔の上半分が見切れた人物が額縁を持った姿で描かれているが、収録機種によって楽曲選択時のジャケットのデザインが若干異なる。例えば『jubeat』では描かれているのが少年で持っている花が青であるが、『REFLEC BEAT』では描かれているのが少女で花が赤、『SOUND VOLTEX』の「REDALiCE Remix」では描かれているのがレイシスやボルテナイザー・マキシマ、『GITADORA』の「TLION69 Remix」では描かれているのがBボーンで持っている花が黄色など、様々なバリエーションがある。
その後『Dance Evolution ARCADE』の楽曲解禁イベント「Charlie's desire～願いの鏡～」にて移植された際に、イベント名のCharlieとはジャケットの人物名ではないかと噂されていたが、『MÚSECA』のゲーム内イラストカード・Grafica「in the Attic」にて、『jubeat』版の少年が「Charlie」、『REFLEC BEAT』版の少女が「Cathleen」という名前の男女の双子であることが正式に明かされた。

### beatmania IIDX
- beatmania IIDX 11 IIDX RED
  - D.A.N.C.E.!（DJ Yoshitaka feat. 星野奏子）
  - Close my Eyes for Me（D-crew feat. DENNIS GUNN(DJ Yoshitaka SCRATCHING)/作曲：D-crew（演奏に参加））
  - リグレット（星野奏子/家庭用11 IIDX REDに収録）[※ 1]
  - エンディングテーマ

- beatmania IIDX 12 HAPPY SKY
  - Catch Me（DJ Yoshitaka feat. ERi）
  - CaptivAte〜浄化〜（A/I /IIDX REDのエンディングテーマのセルフアレンジ曲）
  - Endless Summer Story（DJ Yoshitaka feat.星野奏子/家庭用12 HAPPY SKYに収録）

- beatmania IIDX 13 DistorteD
  - CUSTOM DRIVE（DJ Yoshitaka） - オープニングテーマ
  - SPRING RAIN（LLUVIA DE PRIMAVERA）（Remixed by DJ YOSHITAKA/ベブ・シルヴェッティのカバー）
  - wish（DJ Yoshitaka feat. 杉村ことみ）
  - WISH(EUROBEAT MIX)(DJ YOSHITAKA feat. 杉村ことみ/上記記載の同名曲のユーロビートスタイル
  - Bloody Tears （IIDX EDITION)（DJ YOSHITAKA/作曲:松原健一(『悪魔城ドラキュラ』BGMのアレンジ)）
  - INFERNO（Caldeira feat. 星野奏子/CaldeiraはTOMOSUKEとのユニット）
  - タシカナモノ（星野奏子 with the BAND/作曲:Tatsh（PV及び演奏に参加））
  - CONTRACT（朱雀）
  - quell -the seventh slave-(dj TAKA Vs. DJ YOSHITAKA/家庭用13 DistorteD│17 SIRIUSに収録）

- beatmania IIDX 14 GOLD
  - GOLD RUSH(DJ YOSHITAKA-G feat.Michael a la mode） - オープニングテーマ
  - CaptivAte〜誓い〜（A/I /DistorteDのテーマソングのセルフアレンジ曲）
  - VANESSA（朱雀）
  - 星をこの手に(DJ YOSHITAKA feat.星野奏子）
  - GHOSTBUSTERS（Remixed by DJ Yoshitaka/映画「ゴーストバスターズ」テーマ曲（レイ・パーカーJr.）のカバー）
  - Guilt & Love（The Plastic Ambition[ jun & DJ YOSHITAKA ]）/家庭用14 GOLDに収録）: DJ YOSHITAKAはサウンドメイキングを担当。 作曲はjun。

- beatmania IIDX 15 DJ TROOPERS
  - THE FANG(TROOPERS STANCE)（DJ YOSHITAKA） - オープニングテーマ
  - I'm In Love Again -DJ YOSHITAKA REMIX-（DJ YOSHITAKA/dj TAKAの同曲のリミックス/家庭用未収録） - dj TAKAのアルバム「milestone」より
  - Anisakis -somatic mutation type "Forza"- （朱雀）
  - MAX LOVE （DJ YOSHITAKA feat.星野奏子）
  - MENDES （Humanoid）
  - TROOPERS （Des-TRACT/作曲：Des-ROW（PV及び歌唱に参加））
  - Claiomh Solais （DJ Yoshitaka VS S.S.D./家庭用15 DJ TROOPERSに収録）

- beatmania IIDX 16 EMPRESS
  - EMPRESS MARCH （DJ YOSHITAKA）- オープニングテーマ　選曲BGM 決定音
  - B4U(BEMANI FOR YOU MIX)（Remixed by DJ YOSHITAKA with Michael a la mode/NAOKIの同曲のリミックス）[注 3]
  - Cyber Force-DJ Yoshitaka Remix-（Remixed by DJ YOSHITAKA/Sota Fujimoriの同曲のリミックス） - Sota Fujimoriのアルバム「SYNTHESIZED」より
  - CaptivAte2〜覚醒〜（e-lma）
  - 翼 (小林ゆう/作詞・作曲・プロデュースを行っている)
  - 卑弥呼（朱雀 VS 玄武/wacとの共作）
  - I'm Screaming LOVE (Creative Life/TSU-NAとの共作)
  - Colorful Cookie(Lucky Vacuum)
  - Unicorn tail(DJ YOSHITAKA/家庭用16 EMPRESS/IIDX 21 SPADAに収録)

- beatmania IIDX 17 SIRIUS
  - Almagest （Galdeira/TOMOSUKEとの共作）
  - Elisha （DJ YOSHITAKA）
  - MIRACLE MEETS （Lucky Vacuum）
  - NoN-Fiction Story! （Creative Life/TSU-NAとの共作）
  - フェティッシュペイパー 〜脇の汗回転ガール〜（ガキ大将ティーム/AKIRA YAMAOKAとの合作）
  - CaptivAte〜裁き〜(SUBLIME TECHNO MIX)（Remixed by DJ YOSHITAKA/同曲のリミックス）
  - たからもの（セリカ&エリカ/beatmania IIDX ドラマCD ROOTS26S[suite] Vol.1のOPテーマのゲームサイズ）

- beatmania IIDX 18 Resort Anthem
  - Watch Out Pt.2 （DJ Mass MAD Izm*とのコラボ楽曲） - DJ Mass MAD Izm*のアルバム「I AM NOT A DJ」より

- beatmania IIDX 19 Lincle
  - Snake Stick （DJ Mass MAD Izm*とのコラボ楽曲）

### pop'n music
- pop'n music 12 いろは
  - MY（よしくんと荒牧陽子さん）
  - 雪上断火（Des-ROW・組/作曲:Des-ROW（演奏及び歌唱に参加））
  - Pop'n Xmas 2004 〜電子ノウタゴエ〜 (strawberry barium "s"/編曲:wac・村井聖夜・D-crew（演奏に参加）)

- pop'n music 13 カーニバル
  - 虹色（DJ YOSHITAKA feat. G.S.C license）[※ 2]
  - SUN/光線(Des-ROW組・スペシアルz/作曲:Des-ROW(演奏及び歌唱に参加))
  - 太陽とバトル(つよし/肥塚良彦との共作)
  - ランブルメドレー(cutie smashers/作曲:Des-ROW(演奏に参加))
  - 真超深TION(Des-あさ/作曲:Des-ROW&あさき(演奏に参加))

- pop'n music 14 FEVER!
  - High School Love(DJ YOSHITAKA feat. DWP)[※ 1]
  - 晴香-HARUKA-(DJ Yoshitaka feat. 星野奏子/家庭用14 FEVER!/pop'n music écraleに収録)
  - レトロスペクト路(Des-ROW組・スペシアルz/作曲:Des-ROW(演奏に参加))
  - 踊るフィーバーロボ(ダニエル&eimyとよしくん/作曲:八戸亀生裸(歌唱に参加))

- pop'n music 15 ADVENTURE
  - ウィーアー！（よしくん海賊団/アニメ「ONE PIECE」オープニング曲（きただにひろし）のカバー）
  - 儚きは我が決意（臨界点パニック）
  - 路男（Des-ROW組ユナイテッド/作曲:Des-ROW(演奏に参加））

- pop'n music 16 PARTY♪
  - LOVE☆BA☆ZOOKA!（DJ YOSHITAKA feat.ななっち）
  - プリンシプル（Des-ROW+Y/Des-ROWとの共作）

- pop'n music 17 THE MOVIE
  - プリズム（SE-NA☆from 4C-STATE）
  - PITAゴラス☆KISS(good-cool ft. バッチ恋トシ/作曲:good-cool(歌唱に参加))
  - STAR SHIP★HERO（Lucky Vacuum）

- pop'n music 18 せんごく列伝
  - 心のコラージュ(つよし/肥塚良彦との共作)
  - GOLD RUSH(pop'n GOLD MOUNTAIN rush)（DJ YOSHITAKA-G feat. Michael a la mode/同曲のポップンバージョン）
  - 三日天下モンキー(秀よし君)

- pop'n music 19 TUNE STREET
  - SHION（DJ YOSHITAKA）

- pop'n music 20 fantasia
  - MANA（DJ YOSHITAKA）

- pop'n music Sunny Park
  - Brand New World（VENUS/Sota Fujimoriとの共作）

### GUITARFREAKS&drummania
- GuitarFreaks&DrumManiaV
  - Endless cruising （Des-ROW feat. SHIGE/作曲:Des-ROW（PVに参加））

- GuitarFreaks&DrumManiaV2
  - CaptivAte〜裁き〜 （DJ YOSHITAKA feat. A/I）[※ 3]

- GuitarFreaks&DrumManiaV3
  - Day's! （よしくんとホッシー☆）
  - 差無来！！ （Des-ROW・組/作曲:Des-ROW（歌唱に参加））

- GuitarFreaks&DrumManiaV4 Яock×Rock
  - Darling my LUV （DJ Yoshitaka feat.B-Agents）

- GuitarFreaks&DrumManiaV5 Rock to Infinity
  - VANESSA〜転生編〜 （朱雀 VS. TAG）

- GuitarFreaks&DrumManiaXG
  - 幻想花 （星野奏子）

### DanceDanceRevolution
- DanceDanceRevolution SuperNOVA2
  - Vem brincar (Caldeira feat.Teka Penteriche/TOMOSUKEとの共作）
  - GIRIGILI門前雀羅 (Cheki-ROWS/作曲:Des-ROW(歌唱に参加))
- ダンスダンスレボリューション フルフル♪パーティー
  - SUPER HERO (DJ YOSHITAKA feat.Michaela Thurlow)
  - The Lonely Streets (DJ Yoshitaka feat.Robert quot Stevenson)
- DanceDanceRevolution X2
  - Valkyrie dimension (Spriggan)

### jubeat
- jubeat
  - Evans (DJ YOSHITAKA)
- jubeat ripples APPEND
  - ALBIDA (DJ YOSHITAKA)
- jubeat knit
  - FLOWER (DJ YOSHITAKA) - APPEND FESTIVAL連動曲
- jubeat copious APPEND
  - JOMANDA (DJ YOSHITAKA)
- jubeat saucer
  - Daily Lunch Special (Lucky Vacuum)
  - Lisa-RICCIA (DJ YOSHITAKA)
- jubeat clan
  - Couleur=Blanche (#FFFFFF/Ryu☆との合作) - clan RECORDS最終解禁曲

### REFLEC BEAT
- REFLEC BEAT
  - Juicy（kors k Lovers DJ Yoshitaka/kors kとの共作） - kors kのアルバム「Ways For Liberation」より
  - Stay my side（DJ Yoshitaka/業務用ではIIDX 18 Resort Anthemにて初公開）
  - Diamond Dust -Try to Sing Ver.-（TAG rejected by DJ YOSHITAKA/作曲:TAG（同曲の歌唱バージョン））
  - SPECIAL SUMMER CAMPAIGN!（Lucky Vacuum）
  - イミテーション語ル死ス（Des-ROW・スペ志アル/作曲:Des-ROW（演奏及び歌唱に参加））
  - FLOWER (DJ YOSHITAKA) - APPEND FESTIVAL連動曲
  - SEED（DJ YOSHITAKA）
- REFLEC BEAT limelight
  - ビューティフルレシート (Lucky Vacuum)
  - limelight world (DJ YOSHITAKA feat.DWP)
  - Far Away（VENUS/Sota Fujimoriとの共作）
  - VALLIS-NERIA(DJ YOSHITAKA)
- REFLEC BEAT colette
  - Daily Lunch Special (Lucky Vacuum)
  - UNLIMITED FIRE-Try to Sing Ver.-（TAG rejected by DJ YOSHITAKA/作曲:TAG（同曲の歌唱バージョン））
  - COSMIC HURRICANE-Try to Sing Ver.-（TAG rejected by DJ YOSHITAKA/作曲:TAG（同曲の歌唱バージョン））
  - Lisa-RICCIA (DJ YOSHITAKA)

#### VENUS楽曲
「VENUS」（ヴィーナス）はSota Fujimoriとのユニットで、いずれも共作である。
オリジナル楽曲の主な共通点として、VENUS初のオリジナル楽曲「Survival Games」にて歌詞の一部「Without you tonight」が「ウィザウチュナイ」と聞こえる空耳があったことから、「ウィザウチュナイ」はDJ YOSHITAKAのお気に入りフレーズとして知れ渡っており、同フレーズがその後の楽曲にも使用されている。
pop'n musicに楽曲が収録された際のジャンル名に採用されているほか、REFLEC BEATシリーズではかつてDJ YOSHITAKAをリーダーとする同名のチームが存在していた。
また、「VENUS」は『pop'n music Sunny Park』にてポップンキャラクター化も行われている。
- Choo Choo TRAIN -VENUS mix- - ZOOのカバー。
- Survival Games
- 1/3の純情な感情 - SIAM SHADEのカバー。
- Far Away
- Brand New World
- 三日月 - 絢香のカバー。
- Wow Wow VENUS
- Survival Games（Hommarju Remix） - SOUND VOLTEXのみこちらが収録。
- Chu☆Chu☆Tonight
- Survival Games -ZEUS Mix-
- Freedom
- Squeeze（VENUS feat.Mutsuhiko Izumi） - 熱闘!BEMANIスタジアム連動曲。
- FUJIMORI -祭- FESTIVAL
- EZ DO DANCE - TRFのカバー。
- Thank You Merry Christmas - 2014年12月19日〜2014年12月31日までの期間限定で収録された。2019年現在はプレー可能となっている。
- 恋愛観測 -VENUS Mix- - pop'n music 20 fantasiaに収録された恋愛観測（NU-KO、作詞作曲はPON、ジャンル名:ハッピーラブゲイザー）のカバー。pop'n musicではストーリー隠し曲。REFLEC BEATでは1曲目にPON名義の曲、2曲目にVENUS名義の曲を選ぶことで解禁。
- FUJIMORI -祭- FESTIVAL（EDP Live Mix） - 2014年12月20日にZepp DiverCityにて開催された『EXIT TUNES DANCE PARTY 〜beatnation RHYZE music council〜』でのライブ音源。KONAMI♪MUSICにて同イベントのアルバムを購入するともらえるシリアルコードを、e-amusementの特設サイト上で入力すると解禁。
- I・MA・SU・GU ALL RIGHT!
- 無双 (SOUND HOLIC Vs. VENUS feat. Nana Takahashi)
- Freedom -DEUS Mix-
- FUJIMORI -祭- FESTIVAL -祭りだ!Sota Fujimori Mix-
- MAGICAL SUMMER SMILE (wac featuring. VENUS)
- SAMBA de 恋心 (dj TAKA feat. VENUS)
- Help me, ERINNNNNN!! -VENUS mix- - ビートまりおによる東方Projectのアレンジ楽曲「Help me, ERINNNNNN!!」（原曲:『東方永夜抄 〜 Imperishable Night.』より「竹取飛翔 〜 Lunatic Princess」）のカバー。
- 魔法の言葉 (Qrispy Joybox feat. VENUS)
- NISHIMURA -祭- CARNIVAL (S-C-U × U1 feat. VENUS)
- crew -VENUS mix- (beatnation Records feat.VENUS) beatmania IIDX ではシングルプレーのHYPER譜面のみに収録されている。
- LOVE IS BLIND -知らない街で Crazy for you-
- Thank You Merry Christmas -DANCERUSH mix- DANCERUSH STARDOMのみこちらが収録。原曲とは編成が異なる。
- SHION (VENUS mix) - pop'n music 19 TUNE STREETに収録されたSHION (DJ YOSHITAKA、ジャンル名：ハイスピード幻想チューン)のカバー。

| 楽曲名                                            | REFLEC | pop'n | jubeat | IIDX | DDR | GITADORA | SDVX | ダンエボ | ダガッキ | ノスタルジア | ダンスラ | DaR |
| ------------------------------------------------- | ------ | ----- | ------ | ---- | --- | -------- | ---- | -------- | -------- | ------------ | -------- | --- |
| Survival Games                                    | ○      | ○     | -      | ○    | -   | -        | ●    | -        | -        | -            | -        | -   |
| Far Away                                          | ○      | ○     | -      | -    | -   | -        | -    | -        | -        | -            | -        | -   |
| Brand New World                                   | ○      | ○     | ○      | -    | -   | -        | -    | -        | -        | -            | -        | -   |
| Wow Wow VENUS                                     | ○      | ○     | ○      | -    | ○   | -        | -    | ○        | ○        | -            | -        | ◯   |
| Freedom                                           | ○      | -     | -      | -    | -   | -        | -    | -        | -        | -            | -        | -   |
| Chu☆Chu☆Tonight                                   | ○      | ○     | -      | -    | -   | -        | -    | ○        | -        | -            | -        | -   |
| Survival Games -ZEUS Mix-                         | ○      | -     | -      | -    | -   | -        | -    | -        | -        | -            | -        | -   |
| Squeeze                                           | ○      | ○     | ○      | ○    | ○   | ○        | ○    | -        | ○        | -            | -        | -   |
| FUJIMORI -祭- FESTIVAL                            | ○      | -     | -      | -    | ○   | -        | ○    | ○        | ○        | -            | -        | ◯   |
| Thank You Merry Christmas                         | 〇     | 〇    | 〇     | -    | 〇  | -        | -    | -        | -        | -            | ●        | -   |
| 恋愛観測 -VENUS Mix-                              | ○      | ○     | -      | -    | -   | -        | -    | -        | -        | -            | -        | -   |
| FUJIMORI -祭- FESTIVAL (EDP Live Mix)             | ○      | -     | -      | -    | -   | -        | -    | -        | -        | -            | -        | -   |
| I・MA・SU・GU ALL RIGHT!                          | ○      | -     | -      | -    | -   | -        | -    | -        | -        | -            | -        | -   |
| 無双                                              | ○      | -     | -      | ○    | -   | -        | ○    | ○        | -        | -            | -        | -   |
| Freedom -DEUS Mix-                                | ○      | -     | -      | -    | -   | -        | -    | -        | -        | -            | -        | -   |
| FUJIMORI -祭- FESTIVAL -祭りだ!Sota Fujimori Mix- | ○      | -     | -      | -    | -   | -        | -    | -        | -        | -            | -        | -   |
| MAGICAL SUMMER SMILE                              | ○      | ○     | ○      | -    | -   | -        | -    | -        | -        | ◯            | -        | -   |
| SAMBA de 恋心                                     | ○      | -     | -      | -    | -   | -        | -    | -        | -        | -            | -        | -   |
| Help me, ERINNNNNN!! -VENUS mix-                  | ○      | ○     | -      | -    | -   | -        | ○    | -        | -        | -            | -        | -   |
| 魔法の言葉                                        | ○      | -     | -      | -    | -   | -        | -    | -        | -        | -            | -        | -   |
| NISHIMURA -祭- CARNIVAL                           | -      | -     | ○      | -    | -   | -        | -    | -        | -        | -            | -        | -   |
| crew -VENUS mix-                                  | -      | -     | -      | ○    | -   | -        | -    | -        | -        | -            | -        | -   |
| LOVE IS BLIND -知らない街で Crazy for you-        | ○      | -     | -      | -    | -   | -        | -    | -        | -        | -            | -        | -   |
| SHION (VENUS mix)                                 | -      | ○     | -      | -    | -   | -        | -    | -        | -        | -            | -        | -   |

### 特典曲
- Reaching for the Stars(名義：DJ YOSHITAKA /TOMOSUKE first album「marble」に収録)
- CaptivAte〜浄化〜 (Wiegenlied mix)(名義:A/I /12 HAPPY SKY ORIGINAL SOUNDTRACKに収録)
- I'm In Love Again -DJ YOSHITAKA REMIX-(名義：DJ YOSHITAKA /dj TAKA first album「milestone」に収録)
- PHOTONGENIC -DJ YOSHITAKA Remix-(名義：DJ YOSHITAKA /L.E.D. first album「電人K」に収録)
- Cyber Force -DJ Yoshitaka Remix-（名義：DJ YOSHITAKA /Sota Fujimori first album「SYNTHESIZED」に収録）
- Second Heaven -Samba,Samba,SomeBody MIX- (名義：DJ YOSHITAKA /Ryu☆ first album「starmine」に収録)
- IS THIS LOVE? (This is LOVE mix)（名義：Asuka M /上野圭市 first album「Rewind!」に収録）
- たからもの（セリカ&エリカ /beatmania IIDX ドラマCD ROOTS26S[suite] Vol.1収録。OPテーマ。）
- I'm so Happy(名義：Lucky Vacuum /作曲：Ryu☆/cyber beatnation2 -Hi Speed conclusion- (歌唱に参加))

### イベント曲
- GOLD RUSH(TOMOSUKEによるpop'n RUSH付き)(名義:DJ YOSHITAKA-G +TOMOSUKE/beatnation summitで発表したスペシャルバージョン)
- CaptivAte 〜裁き〜(SUBLIME TECHNO MIX)((名義:DJ YOSHITAKA+TOMOSUKE feat.A/I/beatnation summitで発表したスペシャルバージョン)
- 星をこの手に(名義:DJ YOSHITAKA+TOMOSUKE feat.星野奏子/beatnation summitで発表したスペシャルバージョン)
- High School Love(名義:DJ YOSHITAKA+TOMOSUKE feat.星野奏子/beatnation summitで発表したスペシャルバージョン)
- Endless Summer Story(名義:DJ YOSHITAKA+TOMOSUKE feat.星野奏子/beatnation summitで発表したスペシャルバージョン)
- D.A.N.C.E.!(SL-MIX)(名義:DJ YOSHITAKA+TOMOSUKE feat.星野奏子/beatnation summitで発表したスペシャルバージョン)
- Elemental Creation (dj TAKA meets DJ YOSHITAKA) - 私立BEMANI学園連動曲、GITADORAのみ「Elemental Creation -GITADO ROCK ver.」
- Triple Counter (DJ YOSHITAKA meets dj TAKA) - NEW Generation 夏の流星フェスタ2016連動曲
- crew (beatnation Records feat.星野奏子) - EDP×beatnation summit 2017 -beatnation 10th Anniversary テーマ曲。作詞を担当。
- Triple Cross (BEMANI Sound Team "dj TAKA & DJ YOSHITAKA & SYUNN") - BEMANI 2021 真夏の歌合戦5番勝負 TEAM RED ボーナストラック
- IIDX RED Ending -Comeback Update- (DJ Yoshitaka) - BEMANI PRO LEAGUE -SEASON 2-×EDP 2022で披露されたスペシャルバージョン
- VANESSA -Comeback Update- (朱雀) - BEMANI PRO LEAGUE -SEASON 3-×EDP 2023で披露されたスペシャルバージョン
- Ambivalent Vermilia (BEMANI Sound Team "二代目朱雀 feat.朱雀") - BEMANI PRO LEAGUE -SEASON 3- Triple Tribe連動曲。二代目朱雀との合作

1. 1 2  GPポイント消費による隠し曲「IIDX RECORDS」としてbeatmania IIDX 14 GOLDに移植されている。
2. ↑  beatmania IIDX 13 DistorteD、DanceDanceRevolutionSuperNOVAに移植されている。
3. ↑  条件付き隠し曲としてbeatmania IIDX 14 GOLDに移植されている。